# 駿河徳川家
駿河徳川家（するがとくがわけ）は、駿河国・遠江国・甲斐国を治めた徳川氏の支系の一つ。駿河大納言家とも。

## 歴史
江戸幕府2代将軍・徳川秀忠の三男・忠長を家祖とする。忠長は元和2年（あるいは元和4年（1618年））9月に甲府藩23万8000石を拝領し、（『甲斐国志』による）のち信濃国の小諸藩も併合されて領地に加えられた。寛永元年（1624年）7月には駿河国と遠江国の一部（掛川藩領）を加増され、駿遠甲の計55万石を領有し、駿河徳川家を創設した。なお、その際に小諸藩領は領地から外されている（後に松平憲良が入封）。しかし、忠長は後に不行跡を理由として大御所秀忠から蟄居を命ぜられ、秀忠の死後には兄の3代将軍・家光によって改易され、さらに高崎に幽閉された後に自刃したため、駿河徳川家はわずか1代で断絶した。